# Living Sacrifice
Living Sacrifice – amerykański zespół chrześcijański, wykonujący death metal, thrash metal, metalcore. 
Pochodzi z Little Rock, Arkansas. Został założony w latach 80. Wydał 8 albumów studyjnych: Living Sacrifice (1991), Nonexistent (1992), Inhabit (1994), Reborn (1997), The Hammering Process (2000), Conceived in Fire (2002) i The Infinite Order (2010). Oprócz tego wydał EP: Not Yielding to Ungodly (1989 – było to pierwsze demo zespołu wydane w 300 egzemplarzach), In Memoriam (kompilacja najlepszych utworów zespołu, 2005), Death Machine EP (2008) oraz The Infinite Order (2010). W 2003 roku zespół postanowił zakończyć działalność. 
W 2008 roku dwóch członków z oryginalnego składu – Bruce Fitzhugh oraz Lance Garvin – reaktywowali grupę. Obecny skład zespołu to: Bruce Fitzhugh (głos, gitara), Rocky Gray (gitara, głos), Lance Garvin (perkusja), Arthur Green (gitara basowa, głos). Wszyscy członkowie kapeli są chrześcijanami, co potwierdzają teksty utworów. Living Sacrifice uznawani są za ojców chrześcijańskiego metalcore'u. Zdobyli uznanie nie tylko w środowisku chrześcijańskim, również poza nim.

## Dyskografia

### Albumy studyjne
- Living Sacrifice (1991)
- Nonexistent (1992)
- Inhabit (1994)
- Reborn (1997)
- The Hammering Process (2000)
- Conceived in Fire (2002)
- The Infinite Order (2010)
- Ghost Thief (2013)[1]

### Pozostałe
- Not Yielding to Ungodly (demo, 1989)
- In Memoriam (kompilacja "Best of", 2005)
- Death Machine EP (EP-ka, 2008)

## Członkowie
Obecni:
- Bruce Fitzhugh – wokal wiodący, gitara (1989-2003, 2005, oraz 2008–obecnie)
- Rocky Gray – gitara, wokal (1999–2003, 2005 oraz 2008–obecnie)
- Arthur Green – gitara basowa, wokal (1999–2003 oraz 2008–obecnie)
- Lance Garvin – perkusja (1989–2003, 2005 i 2008–obecnie)

Byli członkowie:
- Matt Putman – perkusja pomocnicza, wokale (1999–2003)
- Darren Johnson – wokal wiodący, gitara basowa (1989–1995)
- Jason Truby – gitara (1989–1998)
- Cory Brandan Putman – wokale, gitara (1998)
- Chris Truby – gitara basowa (1995–1998)
- Jay Stacy – gitara basowa (1998–1999)

Timeline